# 抗ヒスタミン薬
抗ヒスタミン薬（こうヒスタミンやく、Antihistamine）は、ヒスタミンの作用を抑制する薬品である。特にヒスタミンH1受容体拮抗薬を指す。抗ヒ剤と略称することもある。鼻水といったアレルギー症状や、酔い止めの成分として知られ、花粉症の薬や総合感冒薬にも含まれる。
抗ヒスタミン薬（ヒスタミンH1受容体拮抗薬）は現在2種類存在する。先に登場した第一世代抗ヒスタミン薬の強い鎮静作用が眠気を引き起こしたり、インペアード・パフォーマンスという認知機能の低下を引き起こすことから、その点において改良された第二世代抗ヒスタミン薬が登場している。日本はこの副作用の危険性の認知度があまり高くなく、成人で20-40%、小児では80-95%という頻度で医師によって処方され、医師や薬剤師による説明の必要性が認識されている。

## 歴史
抗ヒスタミン薬は20世紀半ばに世界的に発売された。1983年以降のものはヒスタミン受容体の選択性が向上し脳にも到達しにくく、第二世代抗ヒスタミン薬と呼ばれる。
当初の第一世代抗ヒスタミン薬は、容易に血液脳関門を通過することから眠気などの中枢作用が強かった。初期には、ジフェンヒドラミン、プロメタジンが開発されたが、持続性が短く、副作用が強かったため、クロルフェニラミンなどが開発され持続は長くなったが、副作用はあまり軽減されていない。その後、第二世代抗ヒスタミン薬が開発され、効果の持続が長くなり、副作用は著しく改善され、アレルギー症状に対しての全般的改善度も第一世代のものより優れている。

## 用途
- 花粉症などのアレルギーの諸症状を緩和のため
- 皮膚の痒みを緩和するため。
- 風邪によるアレルギー症状の緩和のため
- 睡眠薬として
- 乗り物酔いの薬として
- 第一世代抗ヒスタミン薬は、片頭痛[4]、内臓痛[5]、術後疼痛[6]、癌性疼痛[7]への効果が報告されている。

### ガイドライン
鼻のアレルギー症状に対しては、第二世代抗ヒスタミン薬は第一世代に比べて副作用が著しく改善され、効果も持続し、また全般的改善度が優れており、国際ガイドラインの Allergic Rhinitis and its Impact on Asthma においても、花粉症治療には第二世代が推奨されている。
日本睡眠学会は、不眠症、特に慢性の場合に対して、ジフェンヒドラミンなどの第一世代抗ヒスタミン薬は推奨できず、痒みによる二次性の不眠症に対しては、催眠鎮静作用の強い第一世代抗ヒスタミン薬は推奨できないとし、第二世代抗ヒスタミン薬でも翌日の眠気への影響を考慮すべきだとしている。
高齢者では、第二世代の抗ヒスタミン薬を使用するのが望ましい。

## 作用
アレルギーの中でI型（アナフィラキシー型）は、抗原 + IgE抗体の抗原抗体複合体が肥満細胞(マストセル)等のIgE受容体に作用し、ヒスタミン、セロトニン、ロイコトリエン等のケミカルメディエーターを放出させる反応が契機となって起こる。ヒスタミンには血管拡張、血管透過性亢進作用などがあり、これらの作用によりアレルギーの症状である、くしゃみ、鼻水などが発生する。風邪のアレルギー症状も同一の機序による。
この作用を担うヒスタミン受容体はH1受容体と呼ばれ、抗ヒスタミン薬はこの受容体の作用を抑制することで、アレルギー症状を抑える。したがってアレルギーそのものや風邪そのものを治す薬ではない。
抗ヒスタミン薬は第一世代と第二世代に分類されている。第一世代は脂溶性が高いため血液脳関門を容易に通過し、中枢神経系、特に視床下部に作用して眠気を引き起こす、即ち鎮静作用があると考えられている。
また中枢神経系に作用して眠気を引き起こすことがあるので、服用後は四輪車、オートバイ、工作機械の運転といった、危険を伴う作業には従事しないことが各添付文書に記載されている。なお、日本国内においては、自動車の運転中に、この副作用の眠気による意識低下で人身事故を起こした場合、危険運転致死傷に問われる場合があり、さらに、服用を隠蔽すると過失運転致死傷アルコール等影響発覚免脱にも問われる場合がある。
古い第一世代抗ヒスタミン薬の副作用を利用して、睡眠薬や乗り物酔い防止薬として服用されている。ヒドロキシジンが古くからこの目的で使用されてきたほか、ジフェンヒドラミンは2003年に睡眠改善薬として、初めて一般用医薬品の販売が認可された。子供の風邪などでも、ちょっと鎮静のかかった感じにしてぐっすり寝て改善してもらう、といった狙いもあって、あえて古い世代の抗アレルギー薬や抗ヒスタミン薬を用いることがある。しかし、インペアード・パフォーマンスとして知られ、認知機能を低下させる副作用であるため、この副作用を改良した第二世代抗ヒスタミン薬が開発されてきた。

## 代謝
第一世代の抗ヒスタミン薬は肝臓のシトクロムP450のCYP3A4やCYP2D6で代謝されてから腎臓より排泄される。このため、高齢者では生理機能の多くが低下しているため、薬剤が蓄積しやすく副作用が生じやすい。一方で、第二世代抗ヒスタミン薬では代謝の必要はなくそのまま排泄される薬剤も多い。

## ヒスタミン受容体の占有率と鎮静性の分類
第二世代の抗ヒスタミン薬は、ヒスタミンH1受容体の占有率が20%未満であり、特にフェキソフェナジン（アレグラ）は、一貫して鎮静作用がない。実験条件が不明であるが、フェキソナジン体の占有率が最も少なく数%であり、エピナスチン（アレジオン）やエバスチン（エバステル）で約10%、セチリジン10mgで約15%、比較に古いものを挙げると第一世代のジフェンヒドラミンでは50%を超える。同じような特徴の表で、ビラスチンはフェキソフェナジンに近いが、占有率の高い場合もあり、ロラタジン（クラリチン）で10%。
フェキソフェナジン、ロラタジン、ロラタジンの代謝産物デスロラタジン（デザレックス）、ビラスチン（ビラノア）については、他の抗ヒスタミン薬と異なり、2017年時点で日本の医薬品添付文書に運転など危険を伴う機械の操作に対する注意書きが書かれていない。このうちフェキソフェナジンのみ1日2回服用であり、他は1回である。ビラスチンは血中濃度の低下を防ぐため、空腹時投与となる。デスロラタジンは、食事の有無による血漿濃度の有意な差は見られないため、添付文書に服薬タイミングの記載はない。

## 第一世代と第二世代
第一世代
- エタノールアミン系 - ジフェンヒドラミン（ベナ、レスタミンコーワ軟膏）などがここに含まれる。鎮静作用が強いため夜に服薬させるなど工夫が必要である。抗めまい薬としても使われるジメンヒドリナート（ドラマミン）もここに含まれる。
- プロピルアミン系 - クロルフェニラミン（アレルギン、ポララミン、クロール・トリメトン）などがここに含まれる。鎮静作用が少ないため第一世代の中では昼間の投与に適していると考えられる。クロール・トリメトンは蕁麻疹の治療で用いられる。
- フェノチアジン系 - プロメタジン（ピレチア）などが含まれる。局所麻酔作用がある。
- ピペラジン系 - ヒドロキシジン（アタラックスP）などがここに含まれる。鎮静薬、制吐薬としての使われ方が多い。
- ピペリジン系 - シプロヘプタジン（ペリアクチン）などが含まれる。食欲亢進、体重増加作用がある。

第二世代
第二世代抗ヒスタミン薬は抗アレルギー薬に分類されることが多い。アレルギー反応除去には不要な鎮静作用について改良されている。エピナスチン（アレジオン）、セチリジン（ジルテック）とレボセチリジン（ザイザル）、ロラタジン（クラリチン）とデスロラタジン、フェキソフェナジン（アレグラ）、ビラスチン（ビラノア）といった薬がここに含まれる。妊婦に用いる場合はセチリジン（ジルテック）が良いと言われている。
抗ヒスタミン薬は鼻炎の症状でよく用いられるがくしゃみや鼻漏、かゆみには有効だが鼻閉には効果がない。鼻閉にはロイコトリエン拮抗薬という抗アレルギー薬が有効であると言われている。

## その他のヒスタミン受容体
以下、その他の拮抗薬は通常は、抗ヒスタミン薬とは呼ばない。
ヒスタミン受容体にはH2受容体もあり、これは胃の壁細胞に作用して、cAMPを増加させ、プロトンポンプから得られた水素イオンを塩酸の形で胃腔内に放出させる。そのためH2作用を阻害すれば胃酸の分泌を抑えることができる。
H2受容体拮抗剤（H2-blocker、H2ブロッカーと医療現場では呼ばれることが多い）は主に胃に存在するH2受容体に働き、強力に胃酸分泌を阻害するので胃潰瘍、胃炎の治療薬として使用されている。H2受容体拮抗剤が臨床で使用されてから、胃潰瘍の外科手術は激減した。シメチジン、ラニチジン、ファモチジンなどが代表的。
H3受容体拮抗薬は肥満、注意欠陥・多動性障害（ADHD）、アルツハイマー病、統合失調症に適応がある可能性が指摘されている。